# Triestebukten
Triestebukten ligger i nordliga änden av Adriatiska havet, vid Trieste i gränsområdet mellan Italien, Slovenien och Kroatien. Bukten utgör den nordöstligaste delen av Venedigbukten och avgränsas i söder av halvön Istrien. Arean är 550 kvadratkilometer.